# Borsakelmas
Borsakelmas (także Barsa-Kelmes, Barsa Kilmess; uzb.: Borsakelmas sho'ri; ros.: сор Барсакельмес, sor Barsakielmies) – niegdyś słone jezioro, obecnie solnisko położone w Uzbekistanie, na południowy zachód od Jeziora Aralskiego, w pustynnym rejonie Ustiurt.
Dawniej, na zachód od jeziora leżała oaza Alan; samo jezioro natomiast nosiło taką samą nazwę, co bardziej od niego znana wyspa na Jeziorze Aralskim.

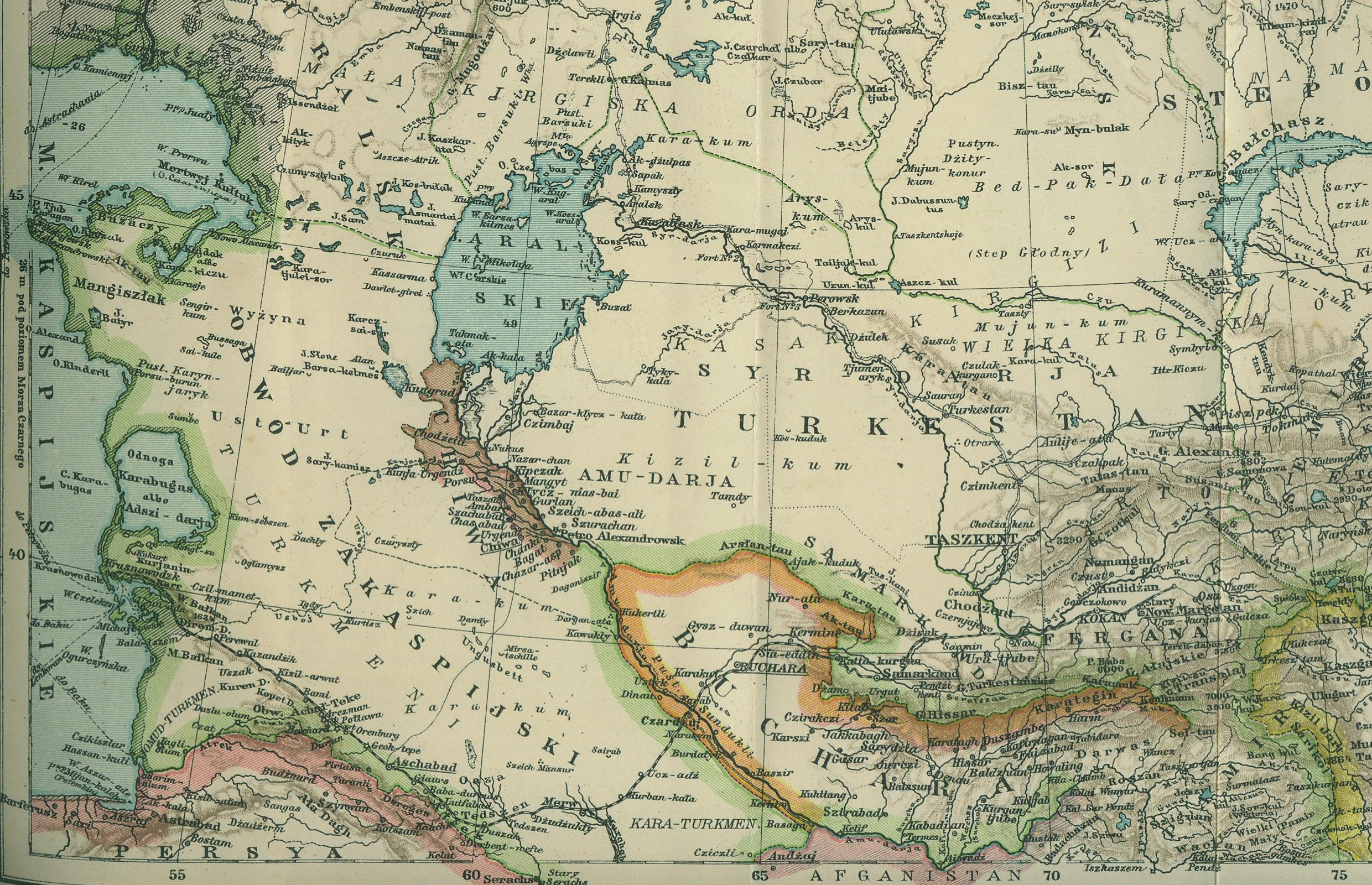
Mapa obwodu zakaspijskiego z roku 1903: na Jeziorze Aralskim widoczna Wyspa Barsa Kilmess, a na południowy zachód od tego jeziora, na zachód od brązowo oznaczonego Chanatu Chiwy i od miasta Kungrad zaznaczone słone Jezioro Barsa-Kelmes.